# Otázka s několika odpověďmi
Otázka s více odpověďmi (z anglického multiple-choice item, nebo také jako polynomická úloha) je typ uzavřené otázky, při které respondent (tj. odpovídající) vybírá z jedné nebo více možností odpovědi ze zadaného seznamu. Tento typ otázky je užíván v testech ve školství, ve volbách (výběr z více kandidátů, politických stran či doktrín), v průzkumech veřejného mínění a mnoha jiných oborech. První takový test vytvořil Frederick J. Kelly na Univerzitě v Kansasu v roce 1914.

## Specifika užití úloh
Výhody tohoto typu otázek v testech spočívají především v objektivitě jejich hodnocení a snadném zpracování dat z nich získaných. Jen velmi obtížně se ale takovými otázkami zjišťují myšlenkové procesy vedoucí k výběru odpovědi nebo nalezení řešení, kreativita při aplikaci získaných vědomostí a také hlubší pochopení předloženého problému. Respondent má také vždy určitou šanci výběru správné odpovědi ze zadaných možností, aniž by ji reálně znal - tato šance náhodného správného výběru je pak daná počtem možných odpovědí v otázce (v typickém případě výběru jedné správné odpovědi ze čtyř možností je šance, že neznalý respondent přesto vybere správně 1/4). U celkového skóre testu je pak šance úměrná kromě počtu alternativ samozřejmě i celkovému počtu otázek v testu. Bylo také zjištěno, že se někteří studenti mohou z těchto typů testů učit a fixovat si nesprávné odpovědi na zadané otázky.
Mezi lidmi také koluje domněnka, že u testů s polynomickými úlohami není vhodné přehodnocovat své odpovědi, neboť první odpověď, která nás napadne, je s větší pravděpodobností ta správná. Vícero výzkumů již ale prokázalo, že pokud studenti mění odpověď u již zodpovězené otázky na základě svých vážných pochybností, často to vede ke zlepšení skóre v testu. Studenti, kterým bylo vštěpováno, aby se nebáli své odpovědi později přehodnotit, nicméně nemají v testech lepší výsledky než ti, kteří jsou od tohoto jednání odrazováni.

## Konstrukce úloh
Obecně jsou polynomické úlohy složeny ze zadání (kmenu úlohy) a variant odpovědí (alternativ), přičemž správná varianta nebo varianty jsou označovány jako odpovědi a nesprávné varianty jako tzv. distraktory. 
Distraktory by měly být konstruovány tak, aby se osobám, které prošly vzděláním v zadaném problému (otázce), jevily jako nepravděpodobné/špatné. Naopak u osob v problému neznalých by měly všechny uvedené distraktory v úloze působit jako možnosti do jisté míry relevantní, ale nikoli podbízivé. Toto je možné i statisticky posoudit po pilotáži vytvořeného testu. Vhodné je tyto alternativy ke správné odpovědi vytvářet na základě průzkumu mezi osobami, kdy pokládáme danou otázku jako otevřenou úlohu a poté identifikujeme několik typů nejběžnějších chybných odpovědí. Distraktory by také měly být obsahově odlišné, tedy neměly by se vyskytovat dva distraktory se stejným obsahem nebo velmi podobným v jedné úloze. Například ze, kde se časové intervaly alternativ nápadně překrývají:
Úloha: Kolik let je zhruba dlouhé larválního stádia chrousta?
1. 1-2 roky
2. 5-7 let
3. 4-6 let
4. 12-15 let

Kmeny úloh by měly být formulovány výstižně, gramaticky správně, neměly by obsahovat zbytečně dlouhé a složité větné konstrukce a ideálně by mělo jít o kladné výroky. Pokud v otázkách používáme zápor (například "Které z těchto jezer neleží na území ČR?"), měl být ideálně opticky zdůrazněn (například kapitálkami nebo ztučněním). Kmen úlohy by neměl obsahovat indicie vedoucí k usnadnění výběru z daných možností. Například v následující úloze, kdy otázka přímo indikuje délku časového období a přímo tím vylučuje jednu z odpovědí:
Úloha: Kolik let je zhruba dlouhé trvání larválního stádia chrousta?
1. zhruba dva měsíce
2. 7 let
3. 4 roky
4. 12 let

Správné odpovědi či odpověď je pak vhodné umísťovat v náhodném pořadí mezi jednotlivé alternativy, možné je například používat k rozhodnutí pořadí alternativ losovací systém, hod kostkou apod.

## Typy úloh
Polynomické úlohy můžeme dělit dle počtu možných odpovědí ve výběru na:
- s jednou správnou odpovědí
  - výběr jedné odpovědi s více přítomnými distraktory (položky alternativní klasické)
  - binární úlohy (také jako ano/ne nebo pravda/lež, tzn. true/false)
- s více správnými odpověďmi

Možné je také použít kombinované otázky (také jako položky s násobným výběrem), kdy je nabídnuto více alternativ a respondent vybírá jejich správnou kombinaci za přítomnosti distraktorů, například:
Úloha: Jaké jsou běžně se vyskytující barvy očí v lidské populaci? Možnosti: červená, modrá, zelená, fialová, hnědá.
1. červená a zelená
2. zelená, modrá, hnědá
3. pouze modrá
4. fialová, červená, modrá